# Junip (album)
Junip è il secondo album della band svedese indie rock Junip uscito il 23 aprile 2013.
La canzone Line of Fire è stata usata nel telefilm Breaking Bad, e nell'episodio 11 della prima stagione del telefilm The Blacklist.

## Tracce
1. Line of Fire – 5:39
2. Suddenly – 3:26
3. So Clear – 4:45
4. Your Life, Your Call – 4:07
5. Villain – 1:58
6. Walking Lightly – 5:43
7. Head First – 2:37
8. Baton – 3:44
9. Beginnings – 5:00
10. After All Is Said and Done – 5:40